# Проект О.Г.И.
Проект О.Г.И., ОГИ — ночной литературно-музыкальный клуб с баром и круглосуточным книжным магазином, существовавший в Москве с 1998 по 2012 год. Клуб начался в декабре 1998 году как квартирник, а с 2000 года располагался в подвальном помещении в Потаповском переулке. В клубе также работал музыкальный магазин. Основатели клуба — Дмитрий Борисов и Дмитрий Ицкович.
Клуб «Проект О.Г.И.» упоминается в мемуарах многих современных писателей, например, у Дмитрия Быкова и у Семена Файбисовича, как важное в современной культуре место.

## История
В декабре 1998 года в Москве в жилом доме в Трёхпрудном переулке в расположенной на первом этаже пустующей квартире Дмитрия Ольшанского был организован частный литературный ночной клуб, совмещённый с книжным магазином. Новое богемное заведение получило название «ОГИ». Первым мероприятием клуба была презентация Лотмановского сборника, выпускаемого издательством ОГИ. Второе мероприятие, прошедшее через несколько дней после него — первый московский концерт рок-группы «Ленинград».
Через год после основания клуб «Проект О.Г.И.» открылся для публики в подвальном помещении по адресу Потаповский переулок, дом 8/12, строение 2.
Клуб Проект О.Г.И. основали Дмитрий Борисов и Дмитрий Ицкович. (В создании клуба также принимали участие Алексей Кабанов, Николай Охотин, Илья Фальковский и др  ).
Кроме клуба в Москве были открыты два кафе «Пир О.Г.И.» и ресторан «Улица О.Г.И.», а также кафе «Пир О.Г.И.» в Санкт-Петербурге. В 2001 году основатели сети планировали открытие ещё 18 кафе, но из-за финансовых проблем эти планы не были реализованы.
В 2002 году компания, управлявшая клубом и кафе, испытывала финансовые трудности. В частности, работникам задерживали зарплату.
В 2003 году, справившись с финансовыми проблемами, руководители управляющей компании сети «Проект О.Г.И.» планировали открыть до 30 заведений формата «кафе + книжный магазин». В апреле 2003 года в московском районе Перово открылось третье кафе «Пироги».
В мае 2012 года руководство клуба объявило о его закрытии и началась распродажа книг магазина. Причиной закрытия клуба стал отказ арендодателя продлять договор аренды.
25 мая 2012 года в клубе прошёл последний поэтический вечер.
День 26 мая 2012 года был последним днём работы книжного магазина «Проект ОГИ».
Клуб «Проект ОГИ» не работает с 1 июня 2012 года. Полгода спустя, в январе 2013 года был арестован за убийство жены Алексей Кабанов, один из создателей клуба.
Ресторан «Улица О.Г.И.», два кафе «Пир О.Г.И.» в Москве и одно в Санкт-Петербурге в 2013 году продолжали работать.

## Значение в культуре
Клуб и магазин «Проект ОГИ» был первым литературным и музыкальным клубом в Москве и первым «интеллектуальным» книжным магазином.
Создатели ОГИ первыми совместили клуб и круглосуточный книжный магазин. На то время формат кафе, совмещённого с книжным магазином, или книжного магазина, совмещённого с кафе, был новшеством.
Клуб с момента создания стал первым и любимым местом собраний московской интеллигенции со своей уникальной на тот момент атмосферой, частью которой стал его книжный магазин (единственный, круглосуточно работавший по выходным) и издательство ОГИ. В дальнейшем, с появлением других литературных клубов, «Проект ОГИ» постепенно потерял свою привлекательность и со снижением числа постоянных посетителей стал испытывать финансовые проблемы.
В клубе проводились поэтические чтения, выставки, презентации книг, музыкальные концерты.
В клубе выступали группы «Ленинград», «Волков Трио», «Tiger Lillies», «Псой Короленко», «Дайте Танк(!)», Алексей Хвостенко, 17 Hippies. В нём проходили сольные концерты Леонида Фёдорова, в клубе Егор Летов выступил с первым в Москве сольным концертом.
В 2000-е клуб «Проект ОГИ» стал знаменитой, легендарной, культовой арт-площадкой для московской интеллигенции со своей особенной атмосферой открытости и свободы.
Максим Семеляк, главный редактор «The Prime Russian Magazine» считает, что «Проект ОГИ» произвёл революцию в концепции ночного клуба. До его появления успешные клубы были связаны с модой, сексом и наркотиками. Новый ночной клуб «Проект ОГИ», который был литературным, музыкальным и художественным, не имел никакой связи с модой, сексом и наркотиками за редчайшими исключениями, сумел в начале 2000-х стать «живейшим местом Москвы», популярным местом тусовок московской и приезжей интеллигенции.
Создатель издательства О.Г.И. Дмитрий Ицкович считает, что клуб «Проект ОГИ» удовлетворил потребность разборчивой московской интеллигенции «в социальной плотности».
О «Проекте О.Г.И.» на студии РЦСДФ в 2002 году был создан короткометражный документальный фильм «Хозяин № 5 Гуманитарный проект (Проект О. Г. И.)», вошедший в Киножурнал № 14862. (Режиссёр А. Кияница, автор сценария К. Макаренков, оператор К. Дурнов.)

## Персоналии
- Дмитрий Борисов — основатель клуба[6].
- Дмитрий Ольшанский — будучи студентом, предоставил для клуба первое помещение[6].
- Николай Охотин — один из создателей клуба[1][10].
- Алексей Вячеславович Кабанов — один из создателей клуба, шеф-повар[7].
- Дмитрий Ицкович — основатель издательства О.Г.И. (Объединенного Гуманитарного Издательства), основатель клуба[6].
- Юрий Цветков — директор книжного магазина «Проекта О.Г.И.» и ведущий литературной программы клуба «Проект О.Г.И.» в 2004—2012 годах[10].
- Данил Файзов — ведущий литературной программы клуба «Проект О.Г.И.» в 2004—2012 годах[10].
- Пётр Духовский — бармен[10].
- Степан Живов — бармен[10].
- Илья Фальковский — первый директор книжного магазина «Проекта О.Г.И.» и ведущий литературной программы клуба «Проект О.Г.И.» в 1998—1999 годах[8]                       .
- Мотя Чепайтис — продавец книг[10].